# 809
809 је била проста година.

## Догађаји
- Википедија:Непознат датум — Владавина династије Абасида у Багдаду.

- Википедија:Непознат датум — Опсада Сердике - Крум, владар (кан) бугарског царства, осваја тврђаву Сердику (савремена Софија), после дуге опсаде. Према византијским изворима, он масакрира гарнизон (наводно 6.000 људи), пљачка град и сруши градске зидине, пре него што се враћа са много плена у Бугарску. У наредним годинама Сердика ће служити као база за ширење Бугара на југ Балкана.
- Византијска флота се искрцава у Венецијанској лагуни и напада франачку флотилу код Комакија, али је поражена. Дужд Обелерио дегли Антенори жени се франачком невестом, Каролом; она постаје прва догареса Венеције.
- Азнар Галиндез I је наследио Ауреола, као гроф Арагона (савремена Шпанија). Поставља га краљ Луј Побожни (син цара Карла Великог) и остаје франачки вазал.
- Емират Кордоба је угушио побуну у Ал-Андалузу (модерни Португал).
- 24. март - Калиф Харун ал-Рашид умире у Тусу, у експедицији да угуши устанак у Хорасану (савремени Иран). Наследио га је син Мухамед ибн Харун Ел-Амин.
- Цар Хеизеи се разболео и абдицирао са престола у корист свог брата Саге, који је постављен за 52. цара Јапана.
- Цар Говинда III побеђује свог ривала Нагабхату II, и добија потчињавање Пала царства (Индија).
- Википедија:Непознат датум — Сабор у Ахену, који је сазвао франачки цар Карло Велики, донео одлуку да се Филиокве и званично унесе у Символ вере што ће касније довести до велике шизме.[1] Папа Лав III интервенише и одбија да то призна промену као правоверну.